# Achyrachaena
Achyrachaena é um género botânico pertencente à família Asteraceae.
É um género monotípico, possuindo uma única espécie: Achyrachaena mollis. É originária da América do Norte.
Trata-se de um género reconhecido pelo sistema de classificação filogenética Angiosperm Phylogeny Website.

## Distribuição e habitat
A planta é comum em colinas de baixa altitude e nas pradarias em toda a Califórnia, no Sul de Oregon e no Norte da Baixa Califórnia.

## Taxonomia
Achyrachaena mollis foi descrita por Johannes Conrad Schauer e publicada em Index Seminum (Bratislava) 1837: [3]. 1837.

## Etimologia
Achyrachaena: nome genérico que deriva do grego achyron =  "escama" e do latim achaenium = "fruta", aludindo às cipselas.
mollis: epíteto em latim que significa "flexível, mole, etc".

## Galeria

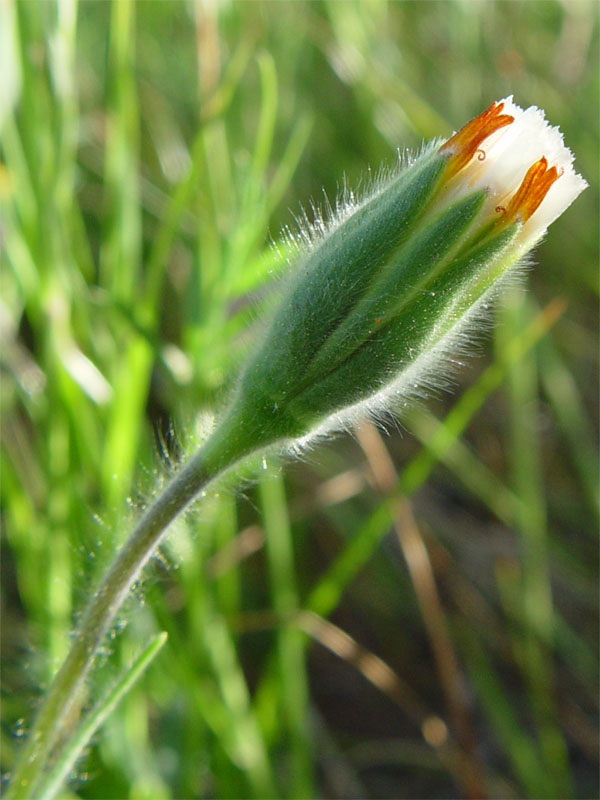
Flor, vista de lado
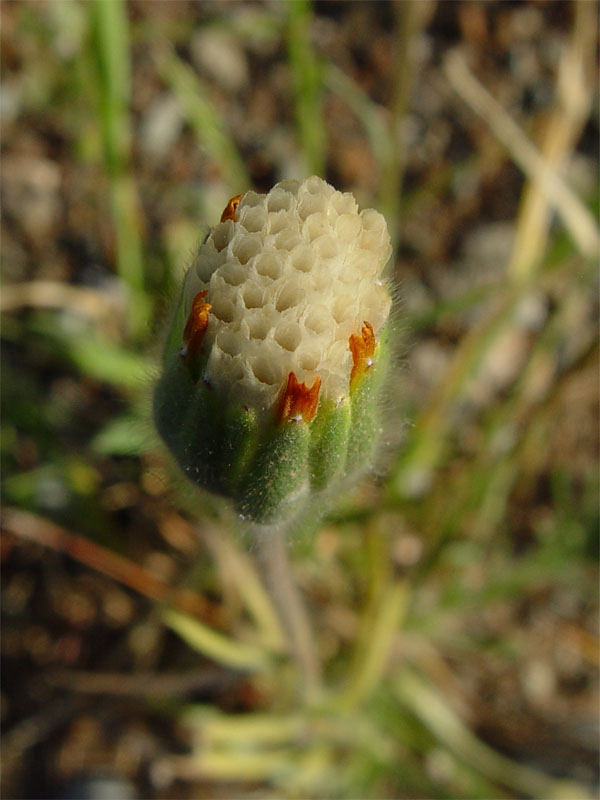
Flor, vista de frente
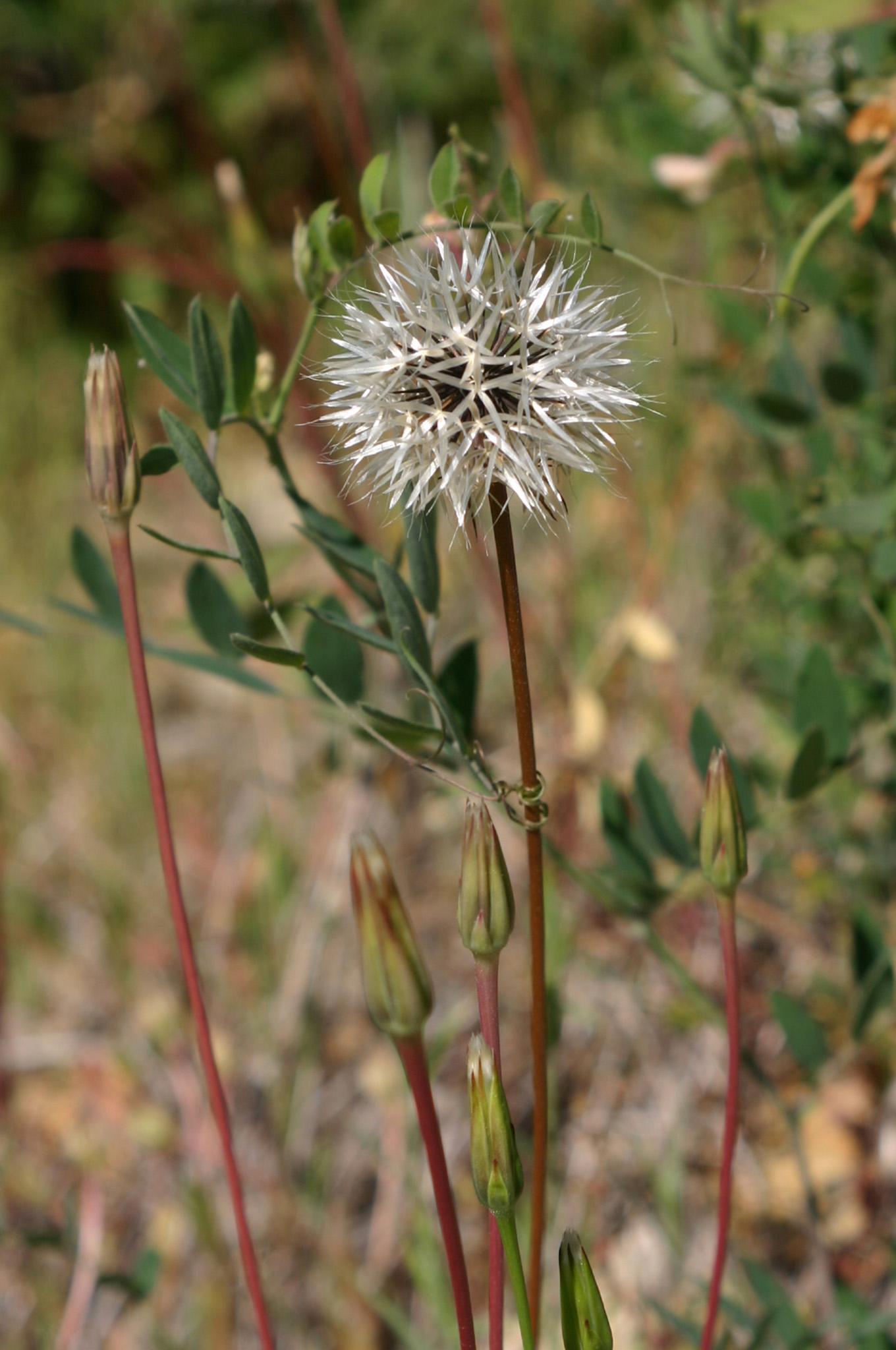
Cabeça com sementes
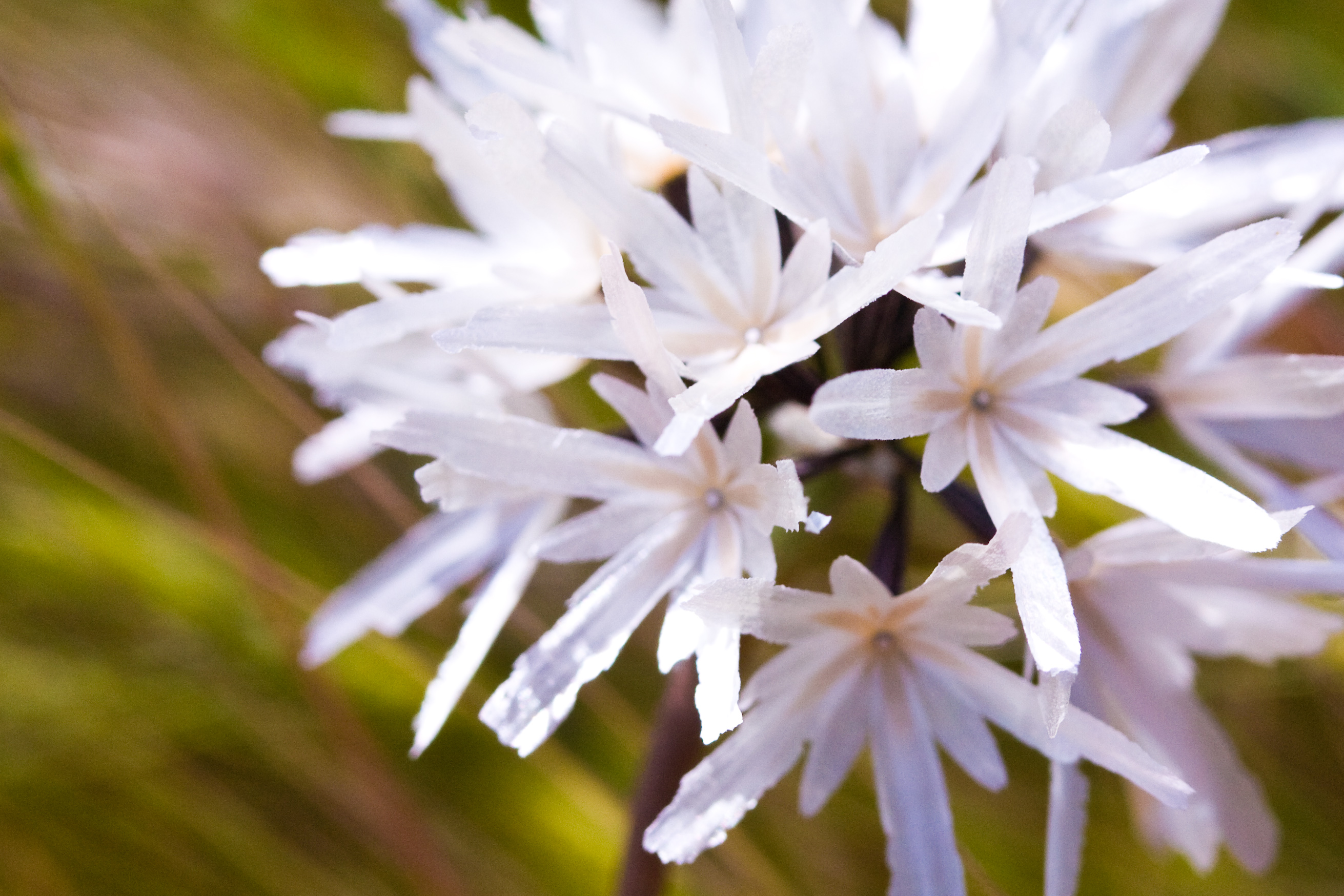
Flores